# Mignonne
La Mignonne ou Rivière de Daoulas est un petit fleuve côtier du Finistère (Bretagne). Sa source se trouve dans les monts d'Arrée sur le territoire de la commune de Sizun. Ce cours d'eau arrose la commune du Tréhou, puis sépare les communes de Saint-Urbain et Irvillac avant de se jeter dans la rade de Brest après avoir traversé Daoulas où se trouve son embouchure, qui forme une ria connue sous le nom de « Rivière de Daoulas ».

## Toponymie
La Mignonne, n'était connue jusqu'au début du XXe siècle que sous le nom de Daoulas ou Rivière de Daoulas, comme il est mentionné dans le dictionnaire géographique d'Adolphe Joanne. À une date incertaine apparait le nom de Mignonne. Deux hypothèses ont été avancées pour l'expliquer. Certains ont invoqué une origine celtique à partir des termes de Mignon ou Vignon. Mais si cet hydronyme est bien attesté, il désigne le plus souvent un marais ou un cours d'eau paresseux ce qui ne correspond guère à la rivière de Daoulas caractérisée au contraire par son courant vif. Selon l'autre hypothèse, entendue localement, le nom de Mignonne lui aurait été attribué dans la première moitié du XXe siècle par des pêcheurs soucieux de valoriser leur rivière.

## Géographie
Située en Bretagne, au nord-ouest du Finistère, la Mignonne est un fleuve côtier d'un linéaire total de 21 kilomètres, alimenté par un bassin versant de 111 km2.
Son débit moyen annuel est de 1,47 m3/s ; mais ce cours d'eau connaît périodiquement des crues qui peuvent être dévastatrices : par exemple le 1er janvier 2014, le moulin de Stang Meyet, à la limite des communes de Saint-Urbain et Irvillac fut inondé ; il le fut à nouveau le 15 janvier 2018.
La vallée de la Mignonne, très encaissée dans sa partie aval, a nécessité la construction d'un viaduc (dit « viaduc de Daoulas », situé en fait sur le territoire de la commune de Saint-Urbain), pour que la voie ferrée allant de Quimper à Landerneau puisse la franchir.

## Affluents
La Mignonne possède dix affluents, dont deux significatifs (plus de 7 kilomètres) : la Boissière et le Lézuzan

## Histoire
A. Marteville et P. Varin, continuateurs d'Ogée, décrivent ainsi la Rivière de Daoulas en 1843 :

« Daoulas (rivière de) . On donne ce nom au bras de mer qui joint Daoulas à la rade de Brest, et qui remonte un peu au-dessus de la première de ces villes. La rivière de Daoulas en reçoit plusieurs petites, entre autres le Cosquer et le Pont-Mein, qui prennent leur source en La Martyre et Le Tréhou. Ces trois cours d'eau réunis font tourner 21 moulins, en traversant les communes qui précèdent, et en outre celles de Saint-Éloi, Tréflévénez, Yrvillac et Saint-Urbain. »

L'ancien chemin, antérieur à la route royale aménagée au XVIIIe siècle allant de Quimper à Landerneau, passait par Irvillac et franchissait la Mignonne à Stang Meyet où subsiste le vieux pont (antérieurement un gué) qui permettait de franchir ce cours d'eau.
En 1879, un rapport du Conseil général du Finistère indique qu' « une portion considérable et très habitée du terrain situé (...) entre les bourgs du Tréhou, d'Irvillac et de Saint-Éloy » se trouve dépourvue de routes praticables pour atteindre Landerneau et que les habitants ne peuvent atteindre cette localité sans faire des détours qui allongent leurs parcours de 6 à 8 kilomètres, à moins de passer la rivière de Daoulas à un gué souvent impraticable et difficilement abordable.

## Galerie

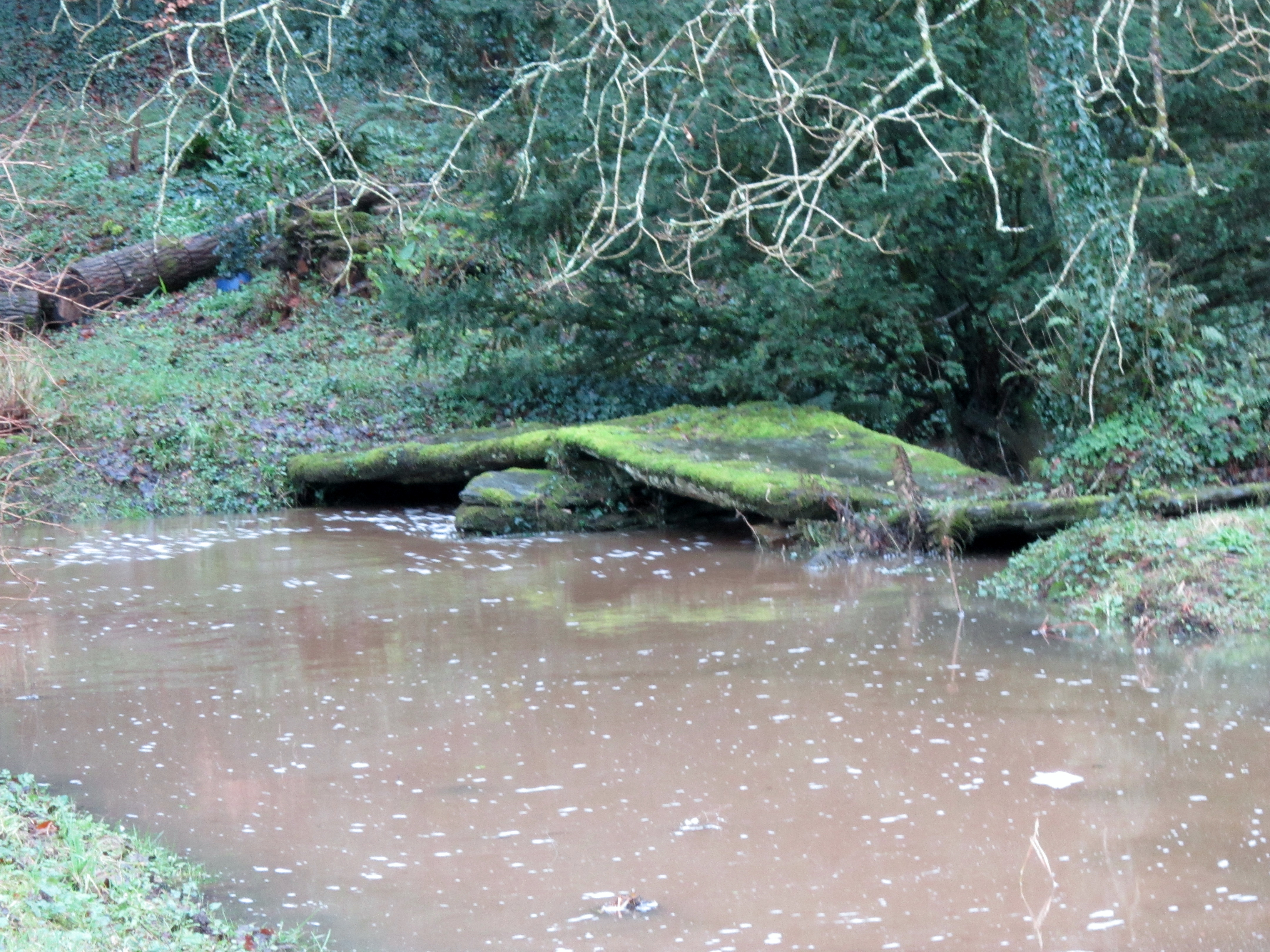
Ancien pont sur la Mignonne à Stang Meyet (limite des communes de Saint-Urbain et Irvillac).
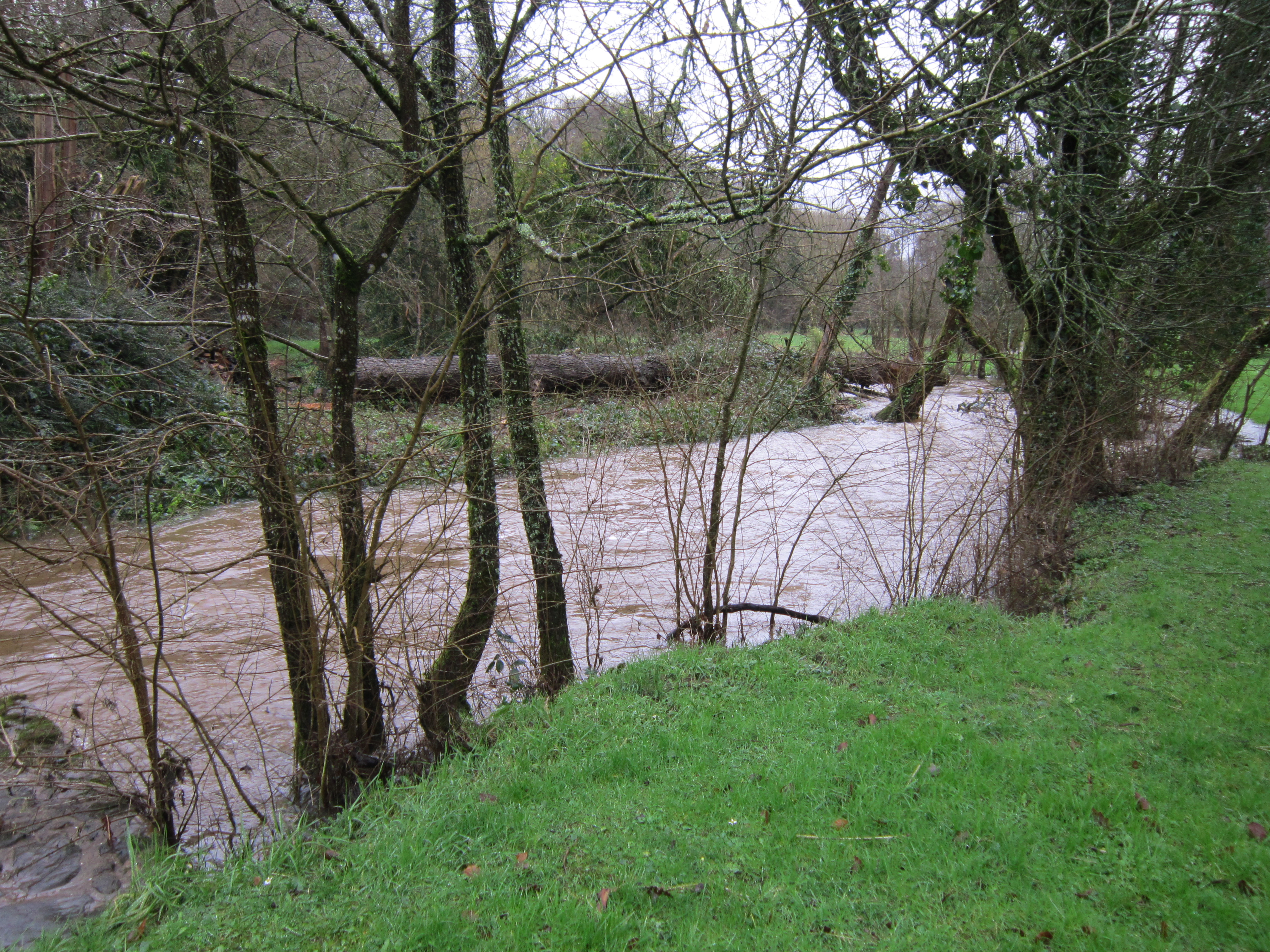
La Mignonne en crue juste en aval du moulin de Stang Meyet (limite communale entre Saint-Urbain et Irvillac).
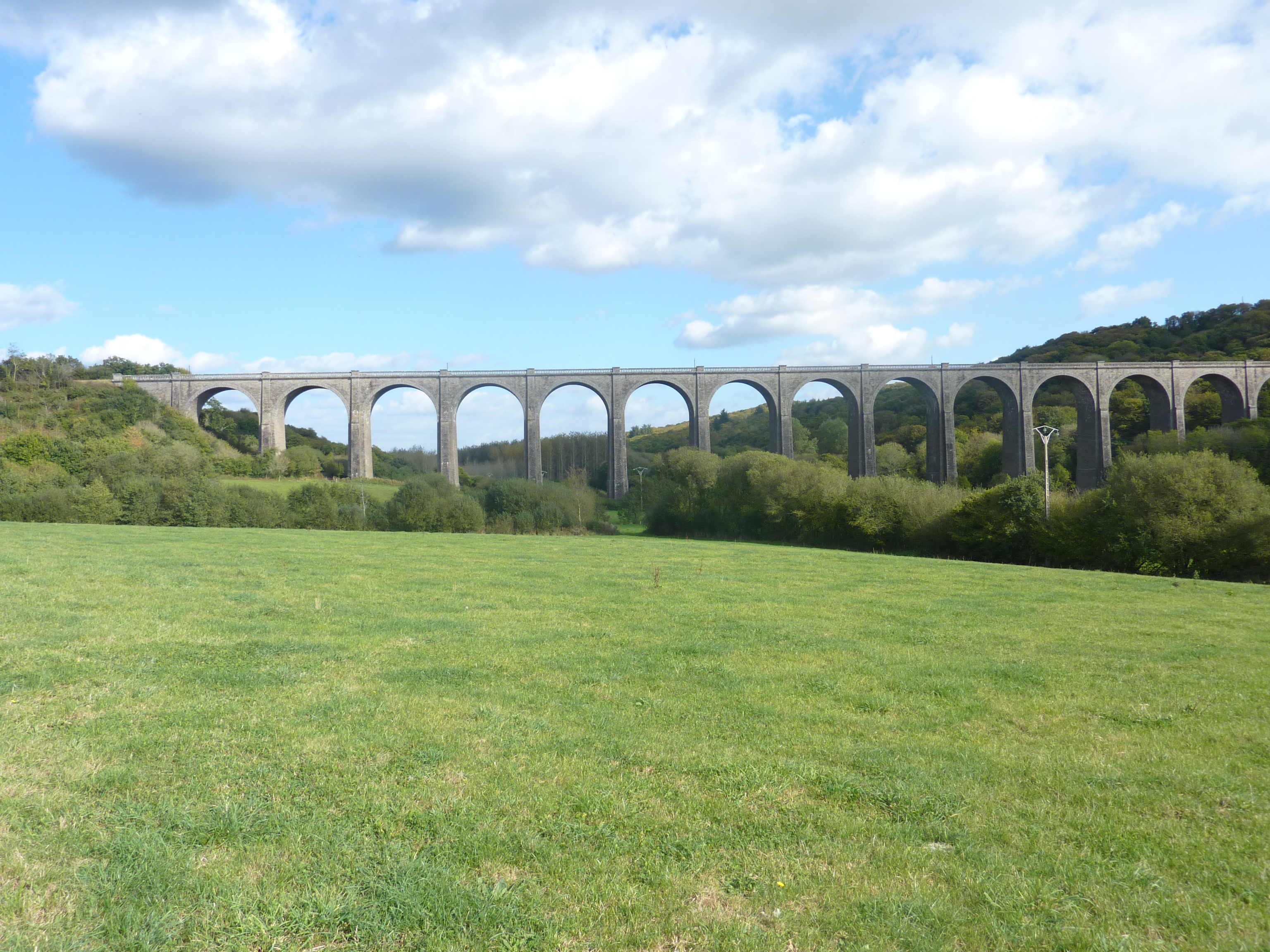
Le viaduc ferroviaire de Daoulas sur la Mignonne.